# 陶里爾特省

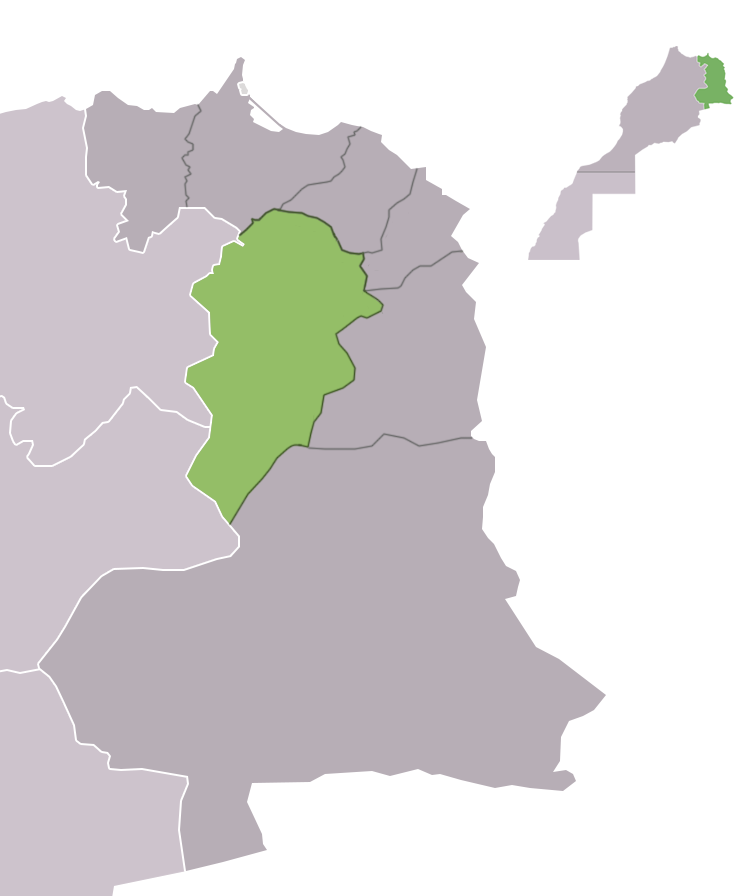

34°24′20″N 2°54′01″W / 34.40556°N 2.90028°W
陶里爾特省（阿拉伯语：‎），是摩洛哥的省份，位於該國東北部，由東部大區負責管轄，首府設於陶里爾特，面積8,541平方公里，2004年人口206,762，人口密度每平方公里24人。